# Abraham Werner (Rabbiner)

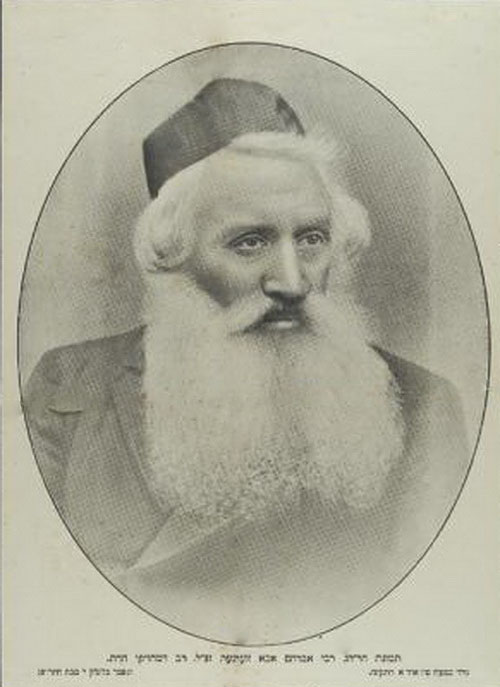
Abraham Werner

Abraham Aba Werner (geboren am 8. Februarjul. / 20. Februar 1837greg. in Telšiai im heutigen Litauen; gestorben am 23. Dezember 1912 in London) war ein russischer Rabbiner. Dajan in Telsiai. Von 1881 bis 1891 war Werner Großrabbiner von Finnland, seit 1891 Rabbiner der neugegründeten orthodoxen Gemeinde Machzike ha-Dat („Aufrechterhalter der Religion“) in London. 1901 wanderte er nach Palästina aus.